# Torben Zeller

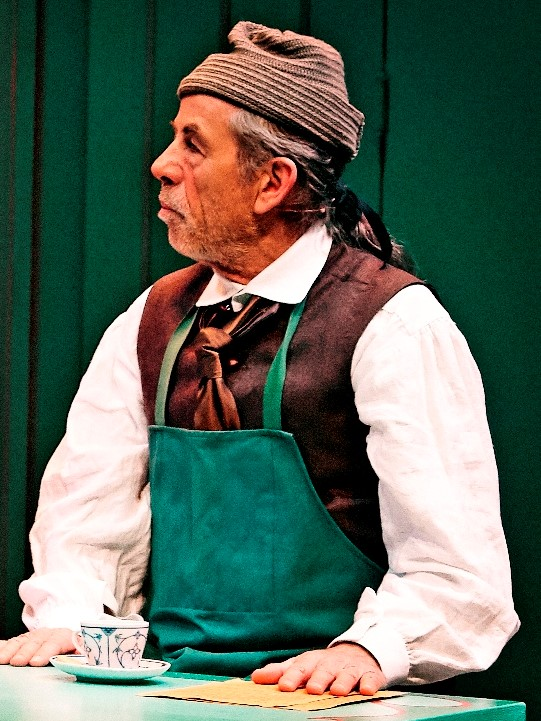
Torben Zeller, 2017.

Torben Zeller, född 4 december 1949, är en dansk skådespelare och komiker.

## Filmografi (urval)
- 1976 – Firmalunchen
- 1992 – Sofie
- 1993 – De frigjorte
- 1994 – Min fynske barndom
- 2001 – Klappa med en hand